# Richard Maunsell

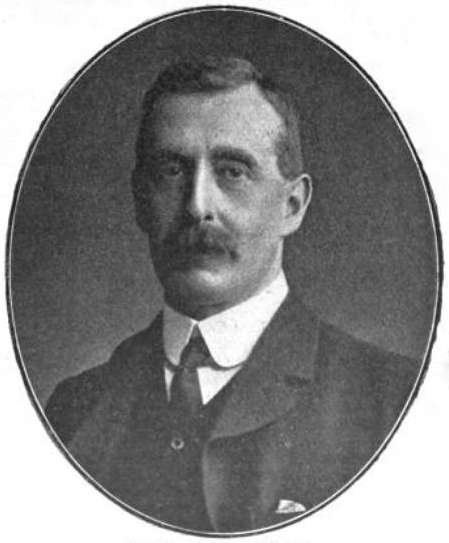
Richard Maunsell (1911)

Richard Edward Lloyd Maunsell CBE (geboren am 26. Mai 1868 in Raheny bei Dublin; gestorben am 7. März 1944 in Ashford) war ein britischer Eisenbahningenieur und Lokomotivkonstrukteur. Er war bei mehreren britischen Eisenbahngesellschaften als Chefingenieur bzw. Locomotive Superintendent für deren Fahrzeugpark verantwortlich und verantwortete in diesen Positionen die Entwicklung verschiedener erfolgreicher Lokomotivklassen.

## Leben
Richard Maunsell war der siebte Sohn von John Maunsell, seine Mutter Frances Lloyd Maunsell war die dritte Ehefrau seines Vaters, der in Dublin als Solicitor tätig war. Nach der Schulzeit an der Royal School in Armagh studierte er ab 1886 Jura am Trinity College Dublin und schloss sein Studium 1891 mit einem B.A. ab. Zugleich hatte er bereits Interesse an den Ingenieurwissenschaften entwickelt und begann 1888 eine Ausbildung in den westlich von Dublin liegenden Inchicore Works der Great Southern and Western Railway (GS&WR) bei deren Chefingenieur Henry Ivatt.
1891 wechselte er für ein Jahr zu den Horwich Works der Lancashire and Yorkshire Railway (L&YR) und dem dortigen Chief Mechanical Engineer (CME) John Aspinall. Ab 1892 war er für den Lokomotiveinsatz der L&YR im Bezirk Blackpool and Fleetwood verantwortlich. Bei einer Veranstaltung der L&YR lernte er seine Ehefrau Edith kennen, die beiden heirateten 1896. Aus der Ehe ging eine Tochter hervor. Zwischen 1894 und 1896 wechselte Maunsell zur East Indian Railway in Britisch-Indien, wo er als District Locomotive Superintendent in Asansol tätig war. Nachdem ihm Robert Coey, der CME der GS&WR, die Leitung der Werkstätten in Inchicore angeboten hatte, kehrte Maunsell nach Europa an seine Ausbildungsstätte zurück. Diese Position bekleidete er 15 Jahre und sorgte in dieser Zeit für die Modernisierung der Werkstätten und größere Produktionskapazitäten. 1911 folgte er Coey auf die Position als CME der zu dieser Zeit größten irischen Eisenbahngesellschaft.
Im Dezember 1913 wechselte Maunsell von Irland nach England und übernahm die einem CME vergleichbare Position als Locomotive, Carriage and Wagon Superintendent der South Eastern and Chatham Railway (SECR) im südenglischen Ashford. In dieser Position waren vor allem seine Managementqualitäten gefragt, bei seinen Lokomotiventwürfen stützte er sich vor allem auf ein Team erfahrener Fachleute, die er teilweise auch von anderen Gesellschaften abwarb. So hatte sein Assistent Harry Holcroft zuvor in Swindon für die Great Western Railway (GWR) gearbeitet und brachte seine dort unter George Jackson Churchward, dem CME der GWR und damals führenden britischen Lokomotivkonstrukteur, gesammelten Erfahrungen ein. Neben der Fortführung bereits laufender Beschaffungen und Modernisierungen älterer Gattungen sollte Maunsell die SECR vor allem mit neuen, nach zeitgemäßen Konstruktionsprinzipien entworfenen Lokomotiven versorgen. Der Ausbruch des Ersten Weltkriegs verzögerte jedoch die Neubeschaffung nach Maunsells Entwürfen; erste Prototypen konnten erst 1917 fertiggestellt werden und diesen folgten zunächst keine Neubeschaffungen. Maunsell musste sich zunächst darauf konzentrieren, die SECR-Werkstätten in Ashford für die steigenden Anforderungen durch die kriegsbedingt enorm gestiegene Inanspruchnahme des SECR-Rollmaterials zu ertüchtigen. Im Auftrag des War Office übernahm er zudem Aufgaben im Feldeisenbahndienst der British Expeditionary Force in Frankreich. 1918 wurde er dafür als Commander in den Order of the British Empire aufgenommen.
Die South Eastern and Chatham Railway ging 1923 infolge des Railways Act 1921 in der neuen Southern Railway (SR) auf. Robert Urie, der CME der benachbarten London and South Western Railway (LSWR) stand kurz vor dem Ruhestand und der deutlich jüngere Lawson Billinton von der London, Brighton and South Coast Railway (LB&SCR) besaß weniger Erfahrung. Maunsell erhielt daher den Posten des CME der neuen Gesellschaft angeboten und blieb bis zu seinem Ruhestand 1937 in dieser Position. Sein neues Büro etablierte er in London Waterloo, um nicht einen der drei bisherigen Standorte in Ashford (SECR), Brighton (LB&SCR) und Eastleigh (LSWR) zu bevorzugen. Im Unterschied zu den anderen verbliebenen großen Bahngesellschaften dominierte bei der SR der Personenverkehr, vor allem aufgrund des großen Londoner Vorortnetzes und der intensiven Verkehre zwischen London und den Badeorten und Hafenstädten entlang der englischen Südküste. Maunsells Entwicklungsarbeit bei der SR umfasste daher vor allem neue standardisierte Personen- und Expresszuglokomotiven, um den heterogenen Lokomotivpark der drei Vorgängerbahnen allmählich zu ersetzen. Ebenso in seine Verantwortung fiel auch die Entwicklung neuer Personenzugwagen sowie der Bau neuer Elektrotriebwagen für die von Herbert Ashcombe Walker, dem General Manager der SR, vorangetriebene Elektrifizierung mit Stromschiene und 750 Volt Gleichstrom. Für letztere griff Maunsells Abteilung oft auf Umbauten älterer Personenwagen zurück, nur relativ wenige Triebwagen wurden vollständig neu gebaut.
Maunsell ging 1937 in Ruhestand, sein Nachfolger wurde Oliver Bulleid, der zuvor Assistent von Sir Nigel Gresley bei der London and North Eastern Railway (LNER) gewesen war. Die Institution of Mechanical Engineers, deren Mitglied Maunsell seit 1893 war und deren Vizepräsident er 1932 gewesen war, ernannte ihn 1938 zum Ehrenmitglied. Sechs Jahre später starb Maunsell im März 1944 in seinem Haus in Ashford.

## Lokomotiven
Im Unterschied zu vielen anderen CME britischer Bahnen war Maunsell weniger als Konstrukteur tätig, sondern vor allem als Organisator, Manager und Entscheider. Er sammelte bei der SECR und später der SR ein Team erfahrener Ingenieure um sich, denen er viel Freiheit bei der Arbeit ließ und die durch ihre teilweise Herkunft von anderen Bahngesellschaften auch deren Konstruktionsprinzipien und -ideen einbrachten. Bei beiden englischen Bahnen stand zudem der Personenverkehr im Vordergrund, die Mehrzahl von Maunsells Entwürfen waren daher Lokomotiven für Express- und Personenzüge sowie Mehrzwecklokomotiven. Neben dem Neubau war auch der Umbau sowie die Modernisierung und Vereinheitlichung älterer Lokomotivserien im Fokus von Maunsells Arbeit, bei der er generell Wert auf einfache und leicht zu wartende Konstruktionen legte.

### Great Southern and Western Railway
In seinen zwei Jahren bei der GW&SR ließ Maunsell lediglich zwei Lokomotivklassen beschaffen, die zudem wesentlich auf Arbeiten seines Vorgängers Robert Coey aufbauten. Die GS&WR-Klasse 341 umfasste lediglich ein Einzelexemplar einer schweren 2’B-Lokomotive für Expresszüge auf der Hauptstrecke zwischen Dublin und Cork. Mit den acht beschafften C-Kupplern der GS&WR-Klasse 257 griff Maunsell einen früheren Entwurf von Coey für die GS&WR-Klasse 351 auf, führte aber erstmals bei der GS&WR Kolbenschieber und Überhitzer ein.

### South Eastern and Chatham Railway

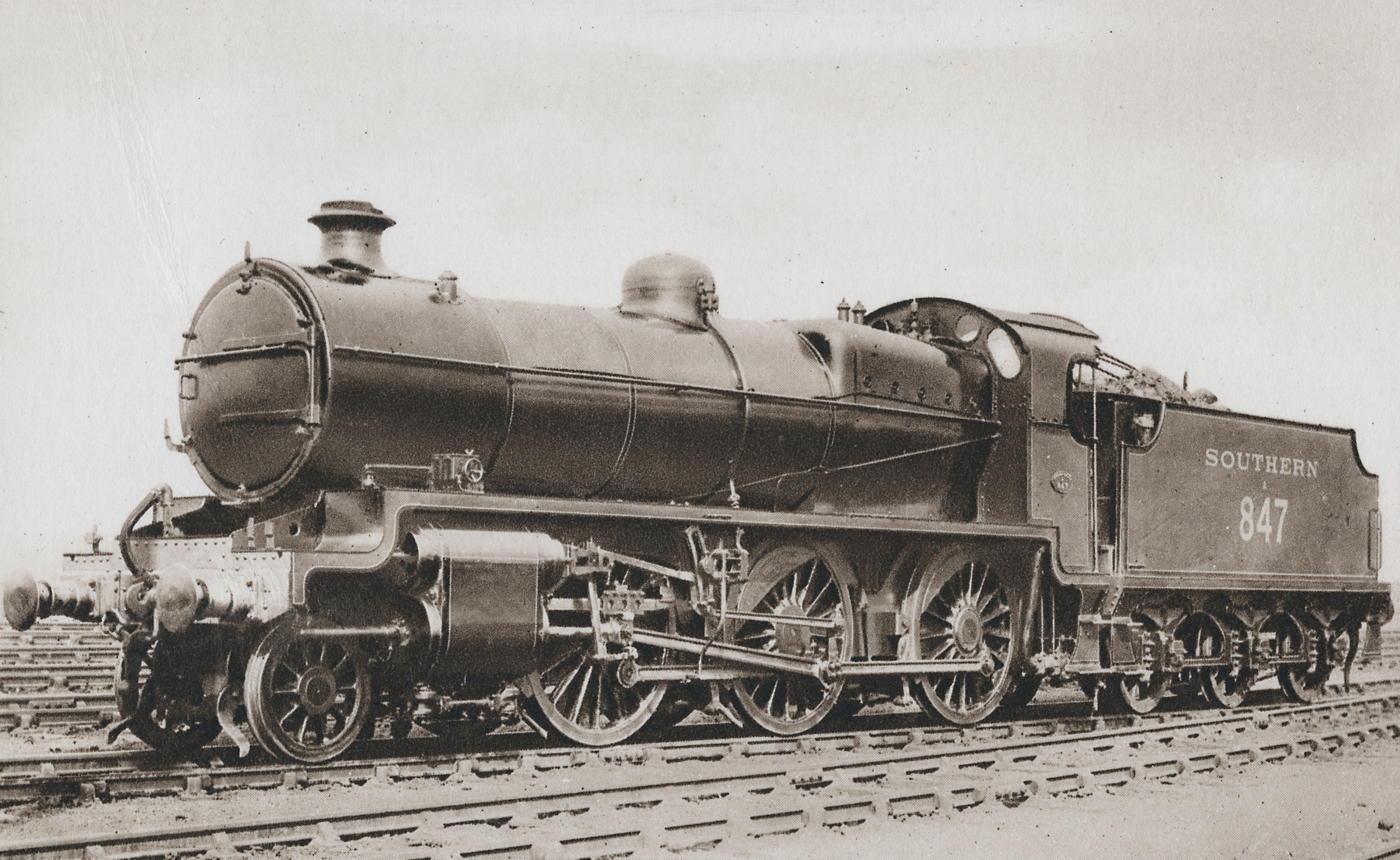
SECR-Klasse N, Lokomotive 847

Nach Amtsantritt begann Maunsell abgesehen von der Überarbeitung bereits vorhandener Entwürfe seines Vorgängers Harry Wainwright (wie etwa der SECR-Klasse L) mit der Entwicklung zweier neuer, dem damaligen aktuellen Stand der Technik entsprechenden Lokomotivtypen, die einen Großteil der Anforderungen im Netz der SECR abdecken sollten. Der erste Prototyp der leistungsfähigen Moguls der SECR-Klasse N für den Personen- und Güterzugdienst konnte kriegsbedingt jedoch erst im Juli 1917 fertiggestellt werden. Im gleichen Jahr kam auch die erste Maschine der für den Expresszugdienst vorgesehenen Tenderlokomotiven der SECR-Klasse K mit der bislang in Großbritannien kaum verwendeten Achsfolge 1’C2’ in die Erprobung. Beide Reihen wichen recht deutlich von der bisherigen Praxis der SECR-Werkstätte in Ashford ab, deutlich sichtbar hatte vor allem Maunsells Assistent Holcroft seine bei der GWR gesammelten Erfahrungen eingebracht. Anders als die bisherigen SECR-Lokomotiven, für die Innenzylinder typisch waren, besaßen Maunsells neue Entwürfe Außenzylinder und waren von vorneherein als Heißdampflokomotiven ausgelegt worden. Die Beschaffung der Klasse N konnte bereits zu SECR-Zeiten fortgesetzt werden, bis Ende 1922 kamen 12 Stück in Dienst. Zudem ließ Maunsell ältere Maschinen der Klassen D und E modernisieren; die anschließend als Klassen D1 und E1 bezeichneten Maschinen erhielten u. a. neue Kessel mit Überhitzer und Kolben- statt Flachschieber. Weitere Beschaffungen blieben jedoch bis zum Ende der Selbständigkeit der SECR aus. Auch Planungen zur Elektrifizierung des Vorortnetzes konnte Maunsell bei der finanziell klammen SECR nicht realisieren.

### Southern Railway

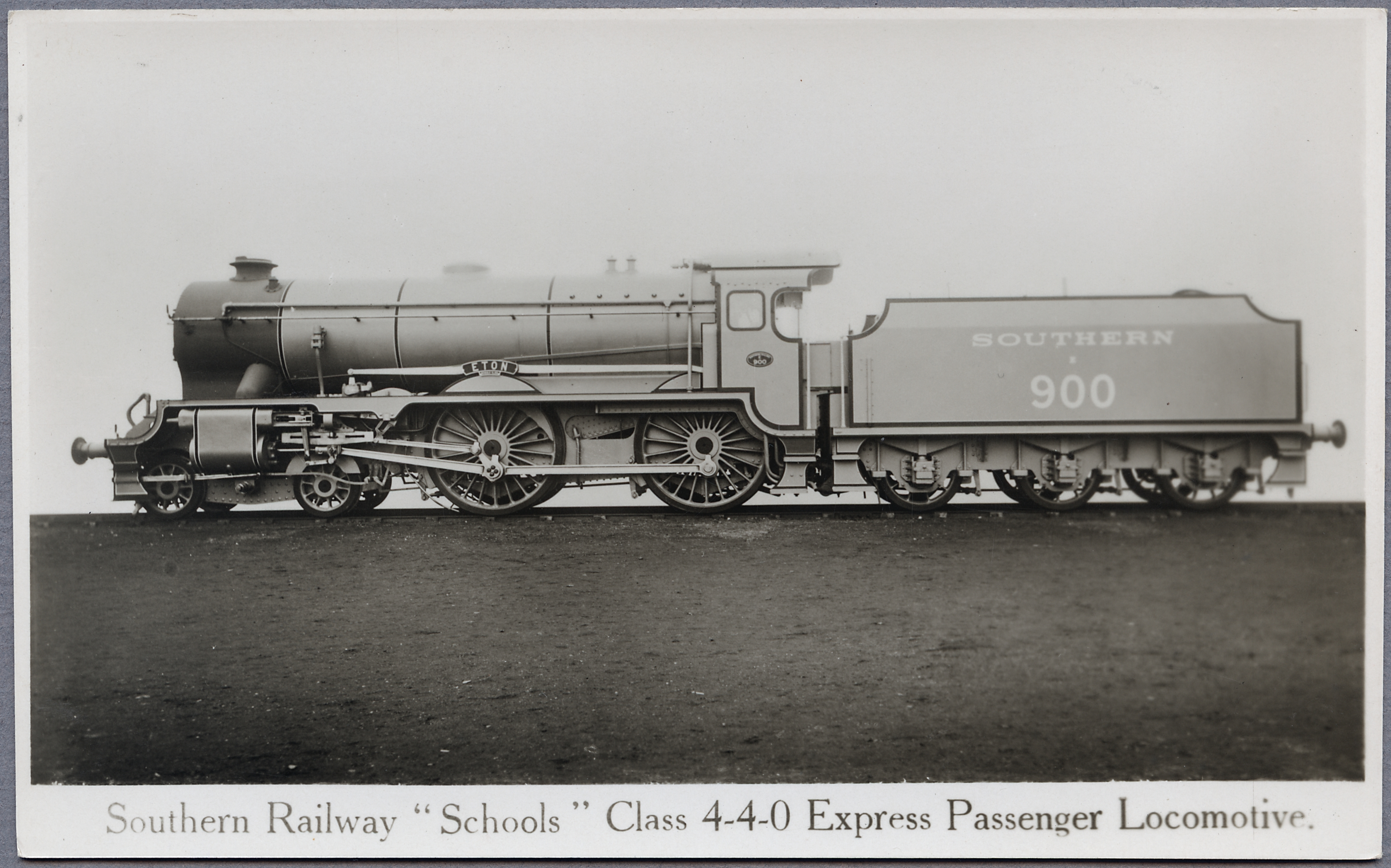
Schools Class, Lokomotive 900 Eton

Die SR übernahm zum Zeitpunkt ihrer Gründung von ihren Vorgängerbahnen insgesamt 2285 Dampflokomotiven in 125 unterschiedlichen Klassen, deren Durchschnittsalter 28 Jahre betrug. Der Weltkrieg hatte zusätzlich dazu beigetragen, dass dieser überalterte Bestand nicht mehr den Anforderungen eines zeitgemäßen Eisenbahnbetriebs entsprach. Maunsells Aufgabe bestand daher darin, diesen heterogenen Fahrzeugpark zu vereinheitlichen und zu standardisieren sowie die ältesten Fahrzeuge schrittweise durch Neubauten zu ersetzen.
Finanziell konzentrierte sich die SR auf die Elektrifizierung ihres Londoner Vorortnetzes, Maunsell hatte daher bei den Lokomotiven nur begrenzte Möglichkeiten der Neubeschaffung. Zwar baute er auf seinen SECR-Entwicklungen auf, griff aber auch auf ihm geeignet erscheinende Entwicklungen der anderen beiden großen Vorgängerbahnen der SR zurück. Vor allem auf den langen Strecken der LSWR in den Südwesten Englands waren andere Lokomotiven nötig als auf den vergleichsweise kurzen Strecken von London zur Kanal- und Südküste. Zunächst setzte er die Beschaffung seiner bei der SECR entwickelten Klassen N und K fort. Für die Langstrecken beschaffte er weitere Ten-Wheeler der LSWR-Klassen H15 (Mehrzwecklokomotiven) N15 (Expresszuglokomotiven) S15 (Güterzuglokomotiven), alles Entwicklungen von Robert Urie. Die Konstruktionen wurden von ihm zudem überarbeitet, teilweise entstanden sie als Umbauten aus älteren, nach Entwürfen von Dugald Drummond gebauten Maschinen. Vor allem die Überarbeitung des Entwurfs der N15 bewährte sich, so dass insgesamt 74 Stück, teils als Neubau, teils als Umbau aus den wenig leistungsfähigen 2’C-Lokomotiven von Drummond entstanden. Die Marketingabteilung der Southern Railway versah alle Lokomotiven mit Namen aus der Artussage, sie wurden daher auch als King Arthur Class bekannt. Ebenfalls eine ältere Konstruktion als Grundlage hatten die 1926 gebauten 2’B-Maschinen der SR-Klasse L1, die von den 1914 gebauten Maschinen der SECR-Klasse L abgeleitet wurden.
Wesentlich war jedoch der Mangel an einer leistungsfähigen Expresszuglokomotive, die den gestiegenen Zuggewichten vor allem bei den „Boat trains“ zu den Häfen der Süd- und Kanalküste gerecht werden konnte. Die ab 1926 gebauten Maschinen der Lord Nelson Class (alle Maschinen waren nach berühmten britischen Admirälen benannt) waren seinerzeit die stärksten britischen Expresszuglokomotiven. Infolge der Weltwirtschaftskrise ging nach 1929 der Verkehr über den Kanal erheblich zurück, die Beschaffung der Lord Nelsons endete daher bereits nach 16 Exemplaren.
Erhebliche Konsequenzen hatte ein schwerer Unfall mit einer Maschine der Klasse K im August 1927. Die zuvor schon geäußerte Kritik am Fahrverhalten dieser Tenderlokomotiven führte dazu, dass Maunsell sie aus dem Dienst ziehen musste und zu Schlepptenderlokomotiven umbauen ließ. Von der so entstandenen neuen SR-Klasse U, einer leistungsfähigen Mogul vor allem für schwere Personenzüge, wurden anschließend weitere Maschinen komplett neu gebaut, insgesamt umfasste die Klasse 50 Stück. Die aus dem Umbau des Einzelexemplars der Klasse K1 entstandene Dreizylindervariante U1 wurde mit weiteren 20 Exemplaren beschafft. Die U/U1 hatten viele Konstruktionsmerkmale mit den älteren Klassen N und N1 gemein, unter anderem die gleichen Kessel. 1931 ließ Maunsell trotz des Misserfolgs mit der Klasse K nochmals eine Tenderlokomotive der Achsfolge 1’C2’ entwickeln, bei der ebenfalls viele Teile der Klassen N/N1 und U/U1 verwendet wurden. Die SR-Klasse W besaß allerdings deutlich kleinere Kuppelräder; sie war für die Beförderung von Güterzügen im Übergabeverkehr zwischen den Londoner Rangierbahnhöfen der SR und der anderen großen Bahngesellschaften vorgesehen.
Als erfolgreichste Entwicklung von Maunsell wird vielfach die sogenannte Schools class gesehen, die SR-Klasse V. Sie wurde als letzte 2’B-Lokomotive in Großbritannien neu entwickelt und zwischen 1930 und 1935 gebaut. Alle 40 Exemplare dieser für leichte Expresszüge und den Einsatz zwischen Bahnhöfen mit kurzen Drehscheiben vorgesehenen Klasse wurden nach bekannten Public Schools benannt. Der Kessel war eine verkürzte Version des Kessels der King Arthurs, er erwies sich als sehr leistungsfähig und guter Dampfmacher. Die Schools konnten trotz ihrer nur zwei Kuppelachsen und des daher vergleichsweise geringen Adhäsionsgewichts auch Expresszüge mit bis zu 500 Tonnen Zuggewicht pünktlich befördern, die eigentlich für die größeren King Arthurs vorgesehen waren. Der letzte Entwurf von Maunsell waren die für den Güterverkehr vor allem auf Nebenstrecken vorgesehenen C-Kuppler der SR-Klasse Q, die jedoch erst zu Beginn der Amtszeit seines Nachfolgers Bulleid geliefert wurden.